# Reykjavik Maritime Museum
Reykjavik Maritime Museum (islandsk: Sjóminjasafnið í Reykjavík, tidligere kendt som Víkin Maritime Museum) er et søfartsmuseum, der ligger ved den gamle havn i Islands hovedstad, Reykjavík, og drives af Reykjavik Bymuseum. Museet blev etableret i 2005 og er nu en af fem afdelinger under bymuseet.
Museet har syv udstillinger, der præsenterer islandsk søfartshistorie fra de tidlige bosættelser til slutningen af 1900-tallet. En vigtig del af museet er kystvagt- og redningsskibet Óðinn. I 2008 blev skibet omdannet til en museumsudstilling om torskekrigen i 1950'erne og 1970'erne. Skibet fortæller også sin egen historie som kystvagtskib.
Museet fokuserer primært på Islands fiskerihistorie, men har også midlertidige udstillinger relateret til havet.